# Джарон Енніс
Джарон Енніс (англ. Jaron Ennis; 26 червня 1997, Філадельфія, США) — американський професійний боксер. Чемпіон світу за версією IBF (2023—2025), WBA Super (2025) та володар титулу журналу «Ринг» в напівсередній вазі.

## Професіональна кар'єра
Дебютував на професійному рингу 2016 року. За підсумками 2020 року журнал «Ринг» визнав Енніса проспектом року.
7 січня 2023 року в бою проти Карена Чухаджяна (Україна) завоював титул «тимчасового» чемпіона IBF у напівсередній вазі. Захищаючи звання «тимчасового» чемпіона, переміг Роймана Вілла (Венесуела).
У листопаді 2023 року був підвищений до звання повноцінного чемпіона IBF.
Провівши два захисти проти Давида Аванесяна і знов проти Карена Чухаджяна, 12 квітня 2025 року в об'єднавчому бою зустрівся з чемпіоном за версією WBA литовцем Еймантасом Станіонісом і, домінуючи в кожному раунді, здобув дострокову перемогу після шостого раунду, коли суперник відмовився від продовження бою.